# Николај Бухарин
Николај Иванович Бухарин (рус. Никола́й Ива́нович Буха́рин; Москва, 9. октобар 1888 — Москва, 15. март 1938) је био руски марксист и револуционар , члан совјетског Политбироа (1924—1929), Централног комитета (1917—1937), председавајући Коминтерне (1926—1929), творац Нове економске политике, главни уредник Правде (1918—1929), Извјестја (1934—1936), Велике Совјетске енциклопедије, један од аутора Азбуке комунизма (1919) и других дела.

## Биографија
Рођен је 1888. године у Москви. Политичку каријеру је започео током студија на Московском универзитету када се спријатељио с каснијим познатим совјетским писцем Иљом Еренбургом и постао члан Руске социјалдемократске радничке партије 1906. године. Придружио се бољшевичкој фракцији.
Накратко је био ухапшен 1911, али је убрзо депортован у Оњегу код Архангелска. Од тамо је успео да побегне и сместио се у Хановер, а затим у Краков 1912, где се по први пут упознао с Лењином. Године 1916, се налазио у Њујорку где је сарађивао с Троцким.

### Октобарска револуција
Након избијања Фебруарске револуције 1917, Бухарин се вратио у Русију и деловао у московском партијском комитету. Дана 10. октобра 1917. био је изабран у Централни комитет РСДРП. Током Октобарске револуције, Бухарин је израдио нацрте декрета московског совјета, које је затим представио петроградском совјету. Након револуције, постао је главни уредник партијског гласила Правда.
Истински је веровао у светску револуцију, те је био противник потписивања мировног споразума са Централним силама, верујући да ће наставак рата довести до устанка радничке класе широм Европе. До 1921. је напустио ова радикална уверења и прихватио Лењинову тезу о Русији као бастиону диктатуре пролетаријата за неку будућу светску револуцију.

### Фракцијске борбе
Након Лењинове смрти 1924. године, Бухарин је постао пуноправни члан Политбироа СКП(б). У првобитним фракцијским борбама се сврстао уз Стаљина који се поставио као центрист у Партији и залагао се за наставак НЕП-а. Бухарин је био тај који је формулисао тезу о изградњи „социјализма у једној земљи“, а коју је касније пропагирао Стаљин. Међутим, Стаљин није био задовољан спорим напредовањем НЕП-а те се залагао за убрзану индустријализацију и колективизацију. Бухарину се није допадала његова концепција, те је више био за умерену индустријализацију у којој би сељацима био понуђен начин да стекну довољно хране за себе и за продају.
Бухарин је с временом све више губио потпору у залагању за НЕП, те га је јавно прво напао Григориј Зиновјев, а затим и Стаљин. Стаљин га је убрзо потпуно изоловао, те је Бухарин остао без сваке потпоре.

### Погубљење
Током Стаљинове Велике чистке Бухарин је био осуђен на Московским суђењима као последњи значајни совјетски комунистички лидер. Смртна пресуда била је извршена 15. марта 1938. године у доба аншлуса Аустрије па је вест о његовом погубљењу прошла готово незапажено у медијима.

## Наслеђе и рехабилитација
Због политичког значаја пре свега његове Нове економске политике која је била догматски забрањена у Совјетском Савезу, Бухарин није био рехабилитован након Стаљинове смрти него тек 1988. године на стоту годишњицу рођења.